# タイ (音楽記号)
タイ（英: tie）は、楽譜に用いられる演奏記号のひとつで、継時的に連続する2つの同じ高さの音符を弧線によって結ぶことによって、ひとつの音符のようにつなげて演奏することを表す。
スラーと形状が同じであるが、次のような違いがある。
- スラーは異なる高さの音を結ぶことがあるが、タイは同音のみを結ぶ。
- スラーは3つ以上の連続する音符を結ぶことがあるが、タイは連続する2つである。3つ以上の音にタイを付けるには、音符の合間ごとにタイを付ける。
- スラーは音符全体と音符全体を結ぶが、タイは音符の符頭と符頭とを結ぶ。よって、
  - スラーは符尾の方に書くことがあるが、タイは符頭のみに書く。
  - スラーは和音を1本の弧線で結ぶが、タイの場合には和音の構成音の各音ごとに弧線を用いる。